# Rue Oudry

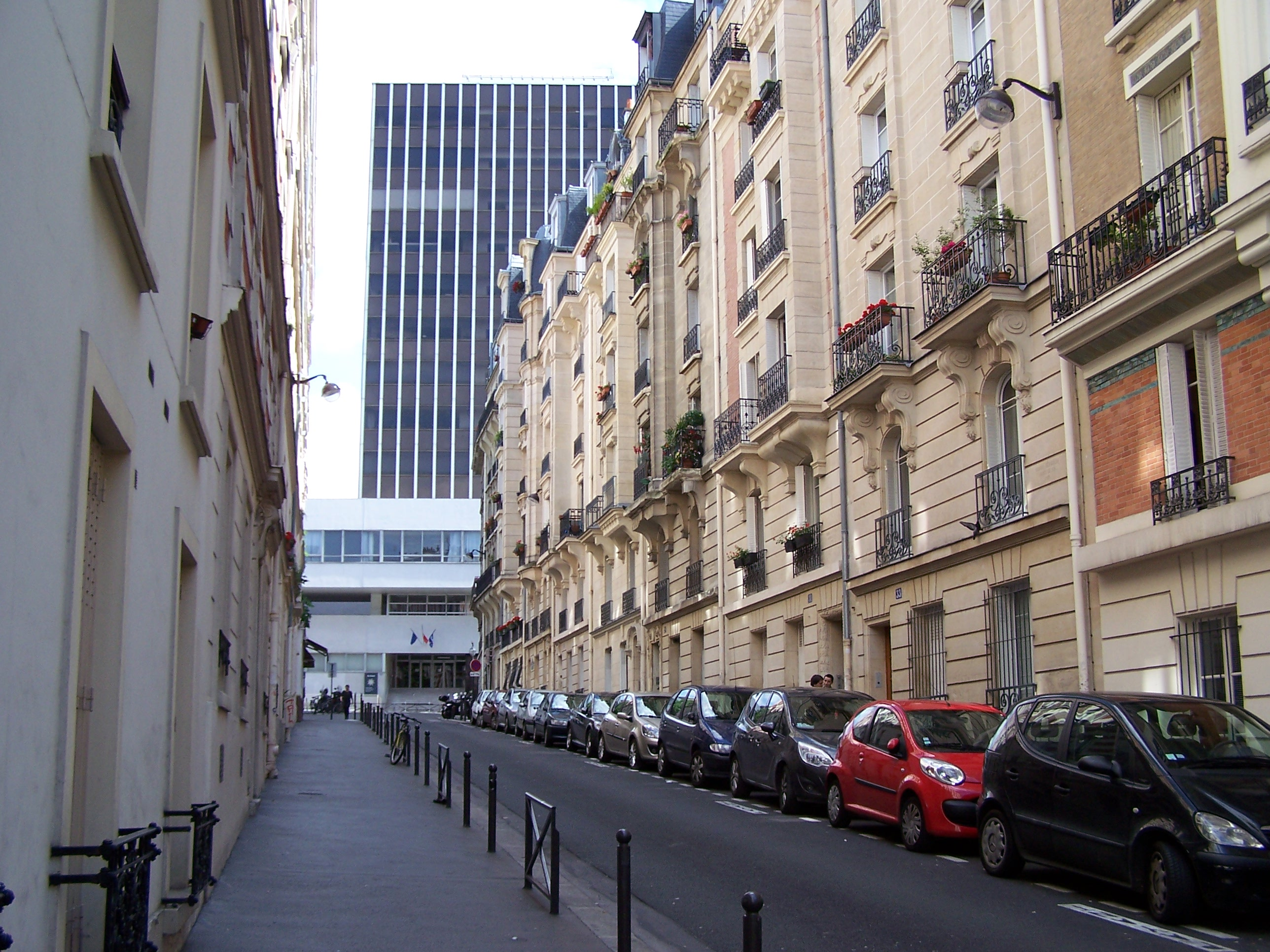
Rue Oudry

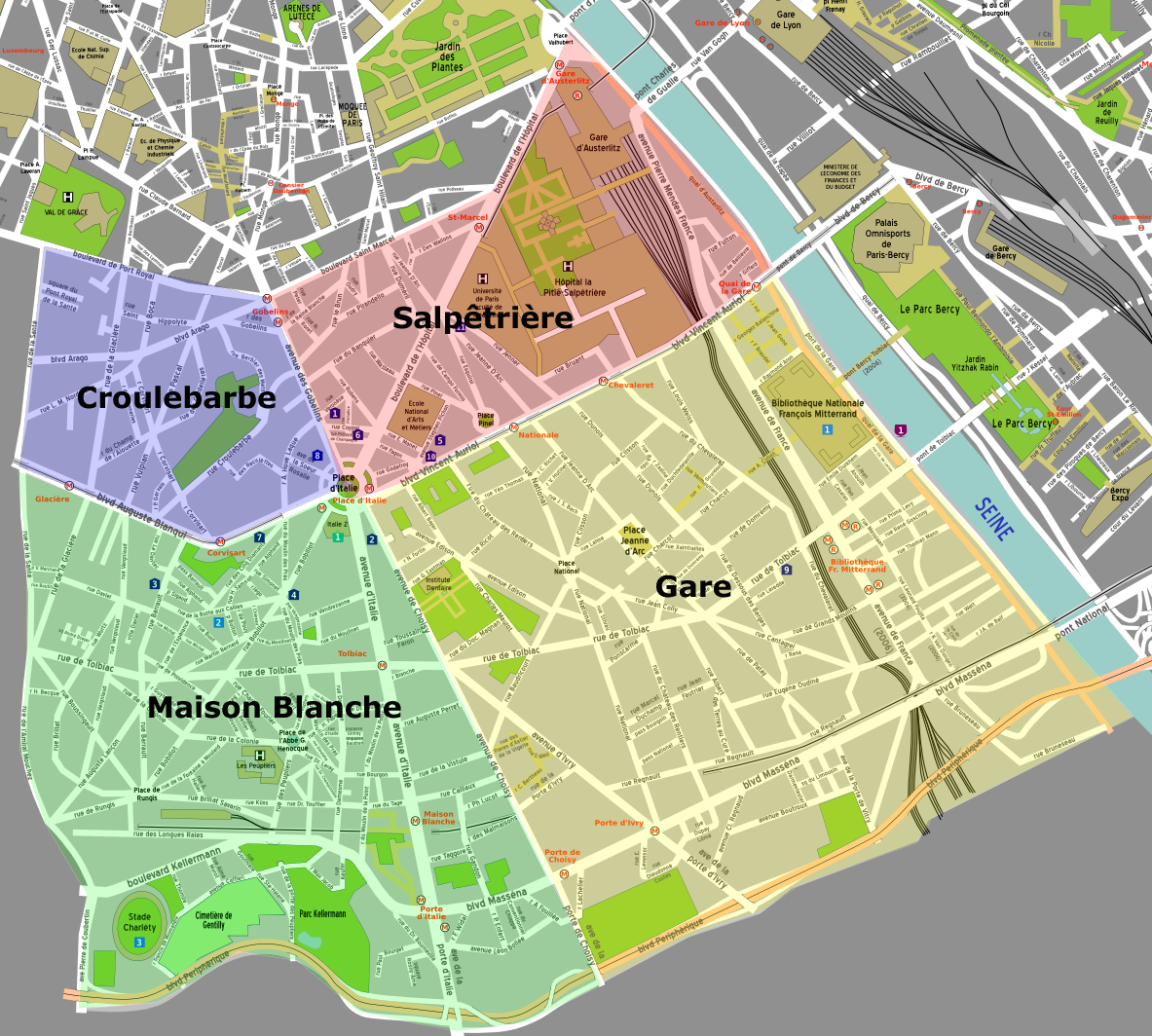
Das 13. Arrondissement, rosa das Quartier de la Salpêtrière

Die Rue Oudry ist eine Straße im Viertel Quartier de la Salpêtrière des Arrondissement des Gobelins, dem 13. Arrondissement von Paris. Diese nur reichlich 100 Meter lange und etwa zehn Meter breite Nebenstraße führt von der Rue Pirandello in nordwestlicher Richtung zur Rue Le Brun. Gleich zu Anfang des beschriebenen Weges zweigt rechts die Rue du Jura ab.

## Geschichte
Die Straße entstand im 17. Jahrhundert und wurde am 28. Dezember 1894 nach Jean-Baptiste Oudry benannt. Von 1733 bis 1755 war Oudry Direktor der Pariser Gobelin-Manufaktur. Zuvor hieß die Straße Rue de la Voie-Creuse – auch: Rue Creuse – (etwa: Hohle Gasse) und wurde 1789 in Rue des Cornes (Hörnergasse) – wegen Ochsenhörnern auf den Zäunen entlang des Weges – umbenannt.

## Bekannte Bewohner
1916 lebte der russische Revolutionär und Exilant Leo Trotzki mit seiner Familie in der Straße.